# 15583 Hanick
15583 Hanick eller 2000 GM74 är en asteroid i huvudbältet som upptäcktes den 5 april 2000 av LINEAR i Socorro County, New Mexico. Den är uppkallad efter Andrea L. Hanick.